# Cesar Corrales
Cesar Corrales (Città del Messico, 26 settembre 1996) è un danzatore cubano naturalizzato canadese, primo ballerino dell'English National Ballet dal 2017 al 2018 e del Royal Ballet dal 2021.

## Biografia
Cesar Corrales è nato a Città del Messico nel 1996, figlio di Jesus Corrales e Raina Morales; il padre era stato primo ballerino de Les Grands Ballets canadiens de Montréal e del Royal Winnipeg Ballet, in cui danzava anche la madre, ex ballerina solista del Ballet Nacional de Cuba. Dopo aver cominciato a studiare danza con i genitori, all'età di quattro anni ha fatto il suo esordio sulle scene in un allestimento di Madama Butterfly del Royal Winnipeg. Nel 2004 è apparso nel film Shall We Dance? e quattro anni più tardi ha vinto la Coupe Quebec come ginnasta. Sempre nel 2008 è stato ammesso alla scuola di danza del National Ballet of Canada, dove ha studiato per un anno. Successivamente ha lasciato la scuola di ballo per interpretare l'eponimo protagonista nel musical Billy Elliot prima a Chicago dal 2009 al 2010 e poi a Toronto nel 2011. Dopo questa esperienza nel teatro musicale è tornato a studiare danza classica.
Nel 2013 ha vinto il Prix de Lausanne, ma invece di accettare la borsa di studio ha seguito la madre presso il Balletto Norvegese, dove Taina Morales lavorava come maitresse de ballet ospite. Nel 2014 si è unito all'American Ballet Theatre Studio e mentre danzava con la compagnia ha vinto il Grand Prix e l'Artist Award al Youth America Grand Prix. Nello stesso anno è stato scritturato dall'English National Ballet, di cui ha scalato rapidamente i ranghi: nel 2015 è stato promosso a solista, nel 2016 a primo solista e nel 2017, dopo una rappresentazione de Le Corsaire a Tokyo, è stato proclamato primo ballerino della compagnia all'età di vent'anni. Nei suoi quattro anni con la compagnia ha danzato ruoli di rilievo come Ali ne Le Corsarire, il Nipote ne Lo schiaccianoci (Eagling), Mercuzio nel Romeo e Giulietta di (Nureev), Franz in Coppélia (Hyn), Albrecht in Giselle (Skeaping) e il protagonista maschile ne Le Jeune Homme et La Mort di Roland Petit. Inoltre ha danzato coreografie di John Neumeier, Aszurre Barton e William Forsythe, mentre nel 2016 ha danzato nel ruolo di Hilarion in occasione della prima assoluta della Giselle di Akram Khan.
Nel 2018 si è unito al Royal Ballet in qualità di primo solista. In questa veste ha danzato in ruoli di primo piano, tra cui Romeo nel Romeo e Giulietta di Kenneth MacMillan e Solor ne La Bayadère di Natalija Makarova. Nel maggio 2021 è stato proclamato primo ballerino del Royal Ballet e da allora ha ampliato il proprio repertorio con i ruoli del Principe ne Lo schiaccianoci (Wright), Albrecht in Giselle (Wright), Florimund ne La bella addormentata (Petipa), Siegfried ne Il lago dei cigni (Scarlett), il Principe in Cenerentola (Ashton), Basilio nel Don Chisciotte (Acosta), Leonte ne Il racconto d'inverno (Wheeldon), Pedro in Like Water for Chocolate (Wheeldon), l'eponimo protagonista in Onegin (Cranko) e Amleto in Hamlet and Ophelia (Ashton).
Dal 2020 è legato sentimentalmente a Francesca Hayward, prima ballerina del Royal Ballet.

## Filmografia
- Shall We Dance?, regia di Peter Chelsom (2004)

## Musical
- Billy Elliot the Musical, Chicago e Toronto (2009)